# Medkovy Kopce

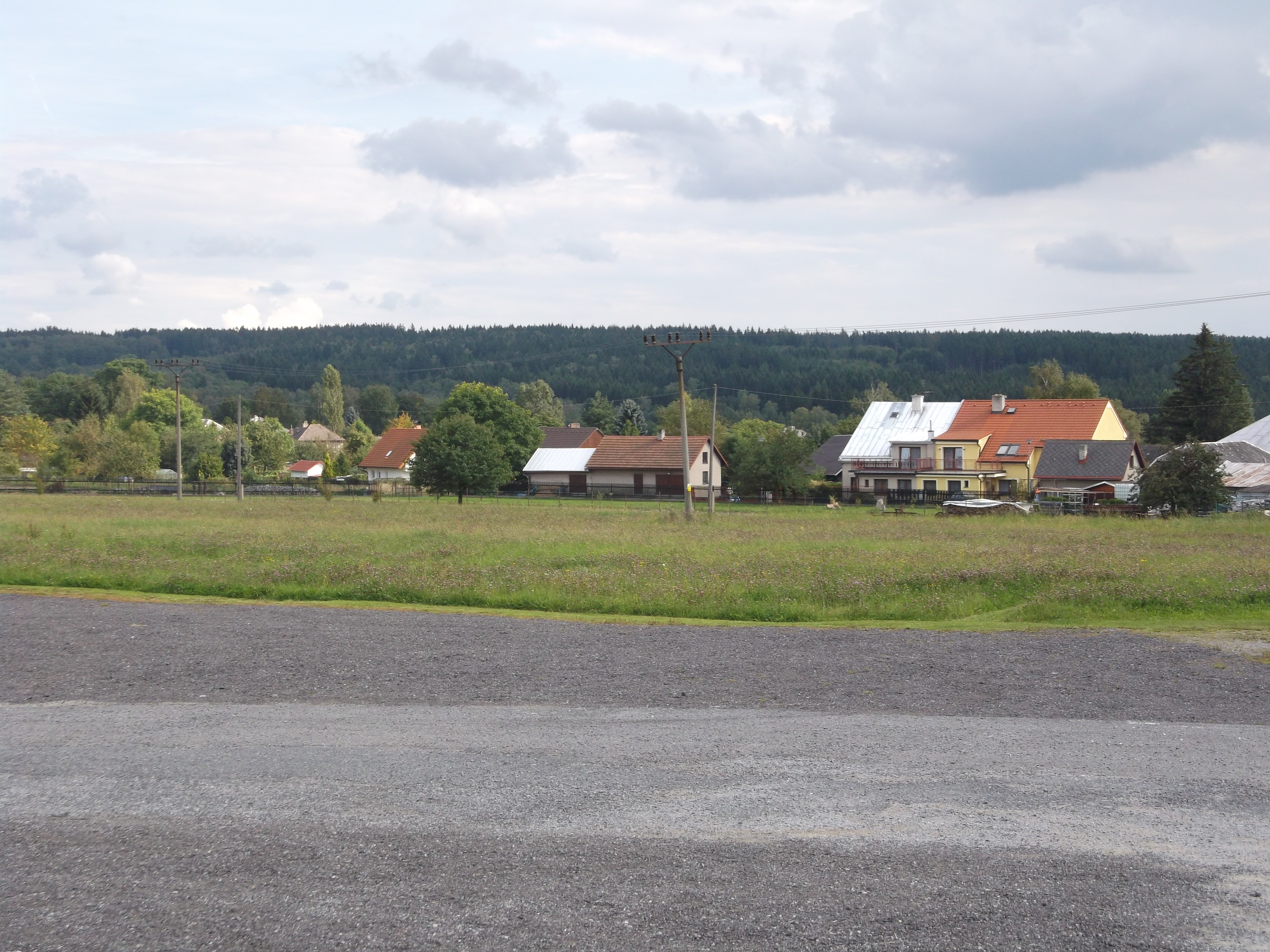
Ortsansicht

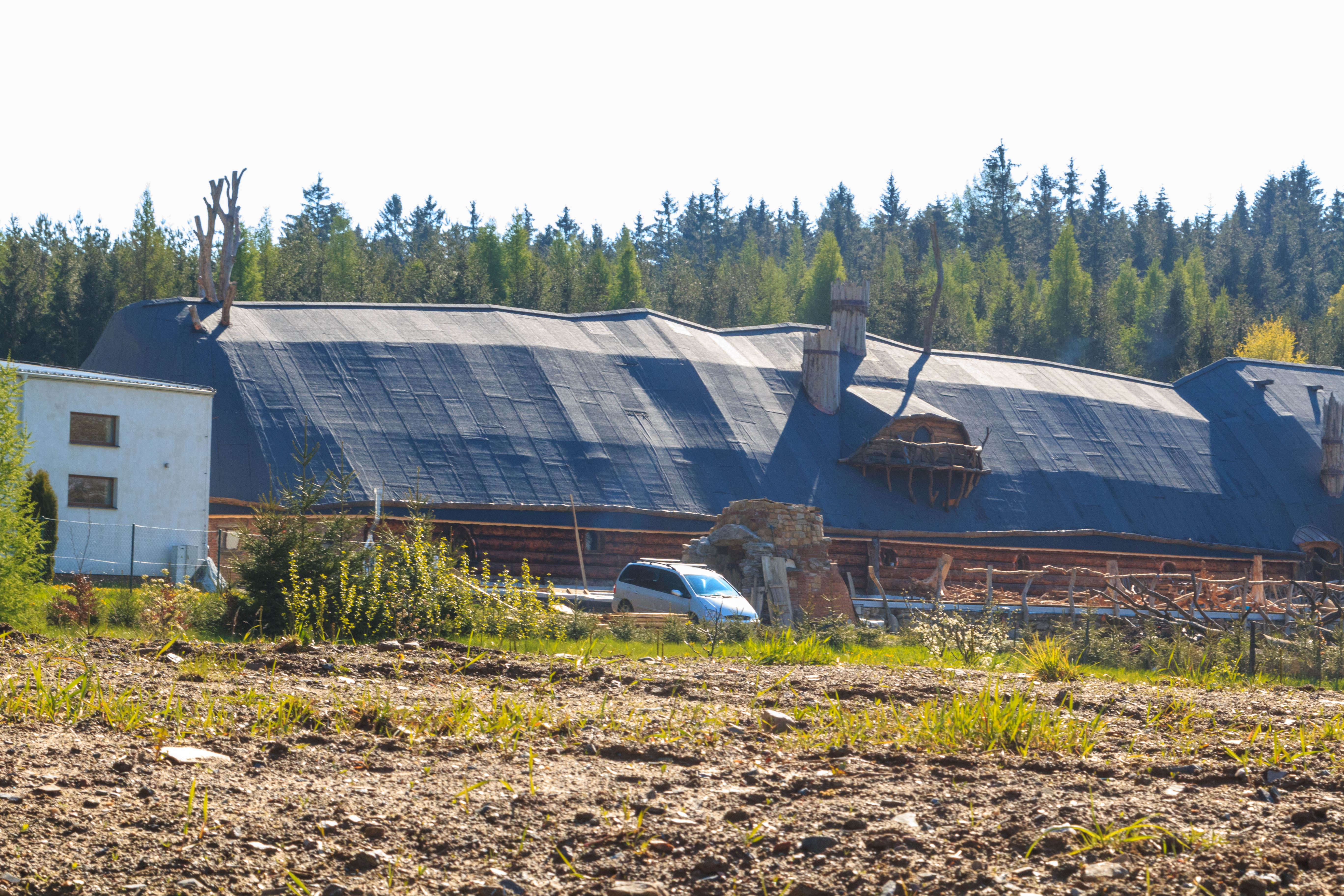
Peklo Čertovina

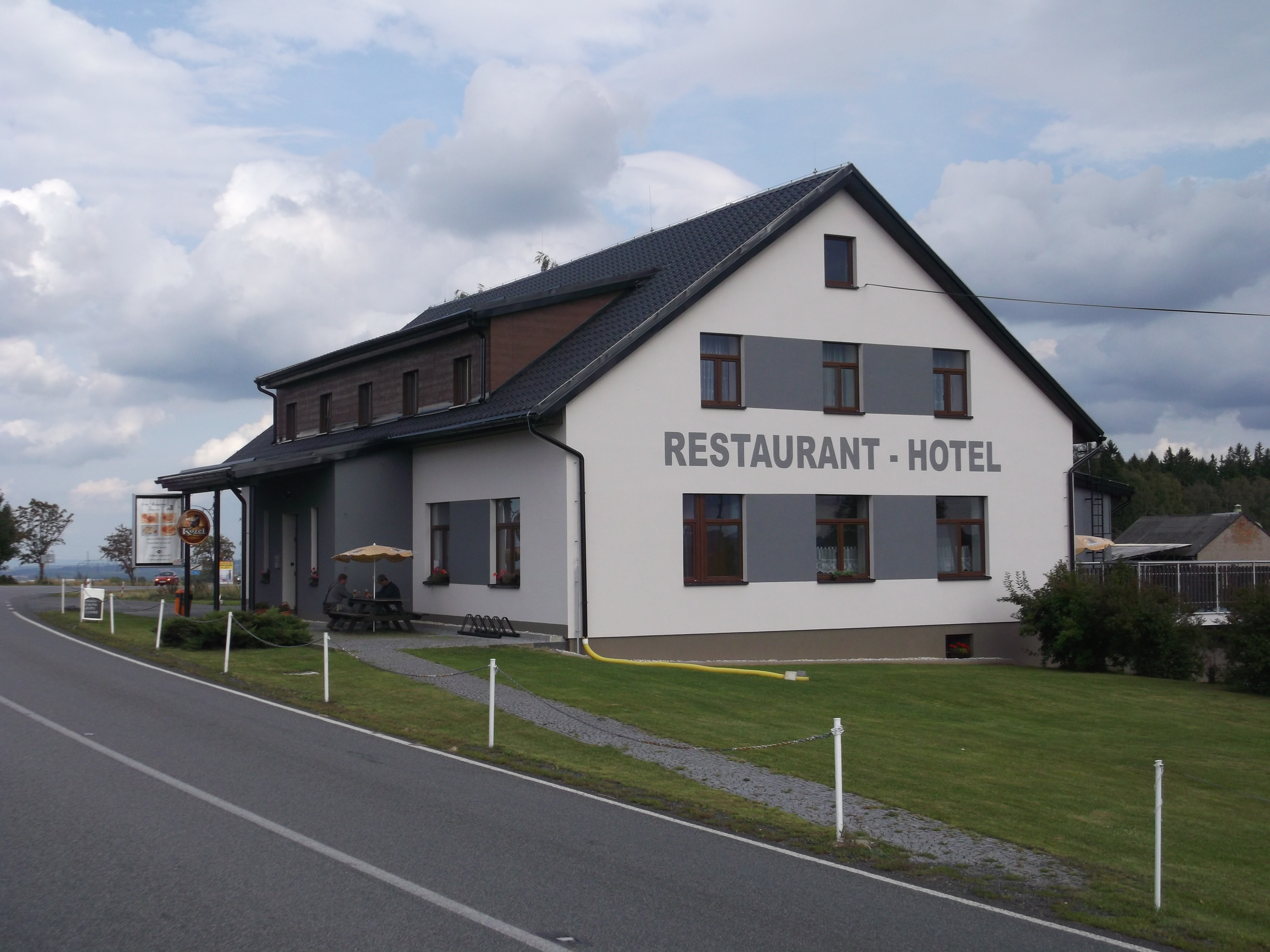
Hotel Čertovina

Medkovy Kopce (deutsch Medkaberg, früher Medky) ist ein Ortsteil der Gemeinde Raná in Tschechien. Er liegt drei Kilometer nordöstlich von Hlinsko und gehört zum Okres Chrudim.

## Geographie
Medkovy Kopce befindet sich im Norden der Saarer Berge auf dem Höhenrücken Horky (Horka) im Landschaftsschutzgebiet CHKO Žďárské vrchy. Medkovy Kopce bildet mit Čertovina ein geschlossenes Siedlungsgebiet mit einer gemeinsamen Dorfstraße; nördlich der Straße liegt Medkovy Kopce, südlich davon Čertovina. Am westlichen und nördlichen Ortsrand wird Medkovy Kopce von der Staatsstraße I/34 zwischen Hlinsko und Polička umfahren. Anderthalb Kilometer nördlich verläuft die Bahnstrecke Havlíčkův Brod–Pardubice. Im Osten erhebt sich die Čertovina (652 m n.m.), nordwestlich die Medkovy kopce (638 m n.m.). Nördlich des Dorfes entspringt der Bach Mrákotínský potok.
Nachbarorte sind Dolní Holetín, Mrákotín und Oflenda im Norden, Raná und Vojtěchov im Nordosten, Kladno im Osten, Dědová und Pláňavy im Südosten, Čertovina im Süden, Srní im Westen sowie Horní Holetín im Nordwesten.

## Geschichte
Die erste schriftliche Erwähnung des Ortes erfolgte im Jahre 1754. 
Im Jahre 1835 bestand das im Chrudimer Kreis beim Wirtshaus Čertowina gelegene Dominikaldörfchen Medky aus 3 Häusern, in denen 19 Personen lebten. Das Dorf unterstand dem Gericht in Holletin. Katholischer Pfarrort war Hlinsko, die Protestanten waren dem Pastorat Krauna zugeteilt. Bis zur Mitte des 19. Jahrhunderts blieb Medky der Herrschaft Richenburg untertänig.
Nach der Aufhebung der Patrimonialherrschaften bildete Medky ab 1849 einen Ortsteil der Gemeinde Ranná im Gerichtsbezirk Hlinsko. Ab 1868 gehörte das Dorf zum politischen Bezirk Chrudim. 1869 hatte Medky 42 Einwohner. Im Jahre 1900 lebten in Medky 52 Personen, 1910 waren es 61. Seit 1924 führt der Ort den amtlichen Namen Medkovy Kopce. 1930 hatte Medkovy Kopce 67 Einwohner. 1949 wurde das Dorf dem neu gebildeten Okres Hlinsko zugeordnet, seit 1961 gehört es wieder zum Okres Chrudim. Beim Zensus von 2001 lebten in den 24 Häusern von Medkovy Kopce 59 Personen. 

## Gemeindegliederung
Der Ortsteil Medkovy Kopce ist Teil des Katastralbezirkes Raná u Hlinska.

## Sehenswürdigkeiten
- Peklo Čertovina, die Erlebnisstätte im Ambiente der Hölle erinnert an ein großes kieloben liegendes Schiff von 65 m Länge und 14 m Breite. Darunter wurden bis in 12 m Tiefe Gänge und Höhlen angelegt. Im Jahr 2017 hatte die Hölle über 100.000 Besucher.[3]